# Unibón
Unibón es un barrio ubicado en el municipio de Morovis en el estado libre asociado de Puerto Rico. En el Censo de 2010 tenía una población de 3853 habitantes y una densidad poblacional de 550,78 personas por km².

## Geografía
Unibón se encuentra ubicado en las coordenadas 18°20′7″N 66°22′59″O / 18.33528, -66.38306. Según la Oficina del Censo de los Estados Unidos, Unibón tiene una superficie total de 7 km², que corresponden a tierra firme.

## Demografía
Según el censo de 2010, había 3853 personas residiendo en Unibón. La densidad de población era de 550,78 hab./km². De los 3853 habitantes, Unibón estaba compuesto por el 87.52% blancos, el 6.28% eran afroamericanos, el 0.49% eran amerindios, el 0.08% eran asiáticos, el 2.85% eran de otras razas y el 2.78% pertenecían a dos o más razas. Del total de la población el 99.51% eran hispanos o latinos de cualquier raza.